# Riana
A Riana újabb keletű magyar névalkotás a rianás szóból.

## Gyakorisága
Az 1990-es években egyedi név, a 2000-es években nem szerepel a 100 leggyakoribb női név között.

## Névnapok
Ajánlott névnap:
- szeptember 7.[2]

## Eredet
1994-ben Almási János kérte a Magyar Tudományos Akadémia Nyelvtudományi Intézetétől a név anyakönyvezhetőségét (a rianás szóból eredeztetve). Az Utónévbizottság szakvéleményében a kérvényezett név bejegyezhetőségét biztosította. Ez alapján az első személy, aki a nevet megkapta Almási János lánya, Almási Riana lett, 1995. január 21-én.
Indiában korábban is alkalmazták egyes népcsoportok körében, mint a goai portugálok és angol-indiaiak.